# つつじが丘 (知多市)
つつじが丘（つつじがおか）は、愛知県知多市の地名。

## 地理

### 交通
- 東浦知多線
- 朝倉線

### 施設
- 朝倉団地
- 知多市立つつじが丘保育園
- つつじが丘公園
- つつじが丘緑地公園

## 歴史

### 地名の由来
もともとヤマツツジが自生しており、1971年（昭和46年）に知多市の市の花がツツジとなったことと合わせて命名されたという。

### 沿革
- 1973年（昭和48年） - 知多市新知・佐布里・八幡の各一部により、同市つつじが丘が成立[1]。
- 1975年（昭和50年） - 一部が清水が丘に編入される[1]。

### 人口の変遷
国勢調査による人口および世帯数の推移。
| 1995年（平成7年）  | 2878世帯 8325人 |  |
| 2000年（平成12年） | 2998世帯 7978人 |  |
| 2005年（平成17年） | 3148世帯 7875人 |  |
| 2010年（平成22年） | 3076世帯 7401人 |  |
| 2015年（平成27年） | 3071世帯 6894人 |  |
| 2020年（令和2年）  | 3198世帯 6836人 |  |

### WEB
1. ↑  “愛知県知多市の町丁・字一覧”.   人口統計ラボ. 2024年4月22日閲覧。
2. 1 2  総務省統計局 (2022年2月10日). “令和2年国勢調査の調査結果(e-Stat) - 男女別人口，外国人人口及び世帯数－町丁・字等” (CSV). 2023年8月2日閲覧。
3. ↑  “読み仮名データの促音・拗音を小書きで表記するもの(zip形式) 愛知県” (zip).   日本郵便 (2024年2月29日). 2024年3月26日閲覧。
4. ↑  “市外局番の一覧” (PDF).   総務省 (2022年3月1日). 2022年3月22日閲覧。
5. ↑  “ナンバープレートについて”.   一般社団法人愛知県自動車会議所. 2024年1月21日閲覧。
6. ↑  総務省統計局 (2014年3月28日). “平成7年国勢調査の調査結果(e-Stat) - 男女別人口及び世帯数 －町丁・字等” (CSV). 2021年7月20日閲覧。
7. ↑  総務省統計局 (2014年5月30日). “平成12年国勢調査の調査結果(e-Stat) - 男女別人口及び世帯数 －町丁・字等” (CSV). 2021年7月20日閲覧。
8. ↑  総務省統計局 (2014年6月27日). “平成17年国勢調査の調査結果(e-Stat) - 男女別人口及び世帯数 －町丁・字等” (CSV). 2021年7月21日閲覧。
9. ↑  総務省統計局 (2012年1月20日). “平成22年国勢調査の調査結果(e-Stat) - 男女別人口及び世帯数 －町丁・字等” (CSV). 2021年7月21日閲覧。
10. ↑  総務省統計局 (2017年1月27日). “平成27年国勢調査の調査結果(e-Stat) - 男女別人口及び世帯数 －町丁・字等” (CSV). 2021年7月21日閲覧。

### 書籍
1. 1 2 3  「角川日本地名大辞典」編纂委員会 1989, p. 849.